# بخش خنرال روکا (کوردوبا)
بخش خنرال روکا (به اسپانیایی: Departamento General Roca) یک منطقهٔ مسکونی در آرژانتین است که در استان کوردوبا، آرژانتین واقع شده‌است. بخش خنرال روکا ۱۲٬۶۵۹ کیلومتر مربع مساحت و ۳۳٬۳۲۳ نفر جمعیت دارد.